# Iglesias doctrineras en el Altiplano Cundiboyacense
Las Iglesias Doctrineras en el Altiplano Cundiboyacense es un conjunto de edificios religiosos entre los departamentos de Cundinamarca y Boyacá en Colombia. Fueron realizadas por los misioneros españoles entre los siglos XVI y XIX, bajo el pretexto de un adoctrinamiento y evangelización de las comunidades indígenas de la zona.

## Contexto histórico
A lo largo de la estancia española en América, fueron construidas más de 70.000 iglesias. Según Érika Paola Parrado Pardo, en relación con las teorías de Fray Bartolomé de las Casas y Juan Ginés de Sepúlveda: "este dato abre un debate acerca de las intenciones de los exploradores españoles con los pobladores de la América prehispánica". En el caso del Virreinato de la Nueva Granada, el tema de la explotación minera no era primordial, puesto que no llegaba a producir ni cerca del 10% que los Virreinatos de Nueva España y el Perú producían. En la zona cundiboyacense, existían alrededor de 125 capillas doctrineras, pero numerosas de estas capillas han ido desapareciendo debido a la poca resistencia que tienen a los movimientos telúricos y por transformaciones urbanísticas sufridas en favor de una ampliación de las plazas centrales. Estas iglesias fueron apareciendo en la zona a la par que los exploradores examinaban el territorio, puesto que en la búsqueda de localizaciones idóneas para fundar ciudades, los nativos allí presentes tenían que ser evangelizados por orden real.
Solo 14 de estas edificaciones están protegidas por el gobierno colombiano con las medidas pertinentes contra movimientos tectónicos. A lo largo de la estancia española, los mecanismos de construcción y la ornamentación fue cambiando para poder celebrar misa no solo dentro del edificio, sino en la plaza central o de mercado. También la simbología fue tomando un papel muy importante como mecanismo de conversión de los pueblos indígenas. Los misioneros españoles se fijaban en las deidades, en este caso muiscas, para atraer a nuevos fieles. Las rutas también tomaron parte de estas edificaciones, ya que estos solían conectar las ciudades de Bogotá y Tunja. Alrededor de estas dos ciudades también se fueron construyendo iglesias doctrineras, formando un conjunto de iglesias y capillas posa que han llegado hasta el siglo XXI.

## Descripción
Dentro de los diferentes casos que aún quedan en pie, todas las iglesias tienen características muy parecidas, que pueden proceder de una serie de normas básicas de construcción. Es interesante analizar algunos apartes de un documento de la época que habla sobre como debe ser construida la iglesia de Cáqueza, Cundinamarca: "La iglesia ha de ser de una sola nave, con un ancho de 12 varas y una longitud de 54 varas. La cubierta se hace enmaderando con madera de tosco, con sus nudillos y sus tirantes de dos en dos, diez pies uno detrás del otro"

Los otros objetivos que se pusieron los misioneros eran la vistosidad del edificio y la simbología que hiciese acercarse al fiel. Para esto tuvieron que contratar grandes artistas. Pintores y escultores, que dentro de la rama que estudia la historia del arte colonial, era muy vaga y no del mismo nivel que otros como la Escuela Cuzqueña en el Virreinato del Perú. Muchas de las iglesias que quedan en pie tenían como parte común una especie de pequeña puerta-ventana en la fachada. Esta era utilizada, sobre todo, para días donde se congregaba mucha gente y no cabían en el interior de la iglesia. Varios documentos de la época marcan como "días de mercado" estos acontecimientos. 

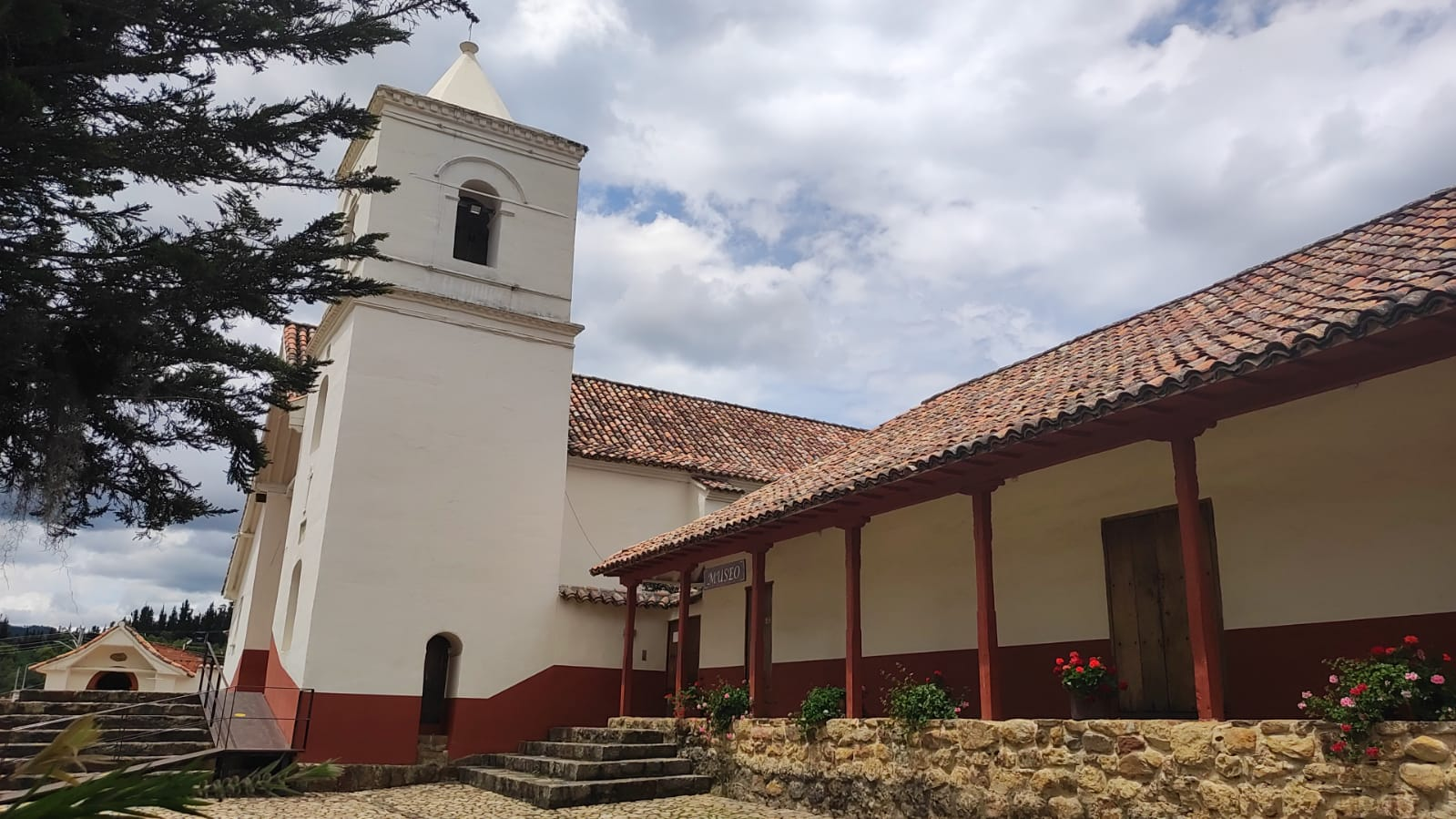
Lateral norte de iglesia de Sutatausa
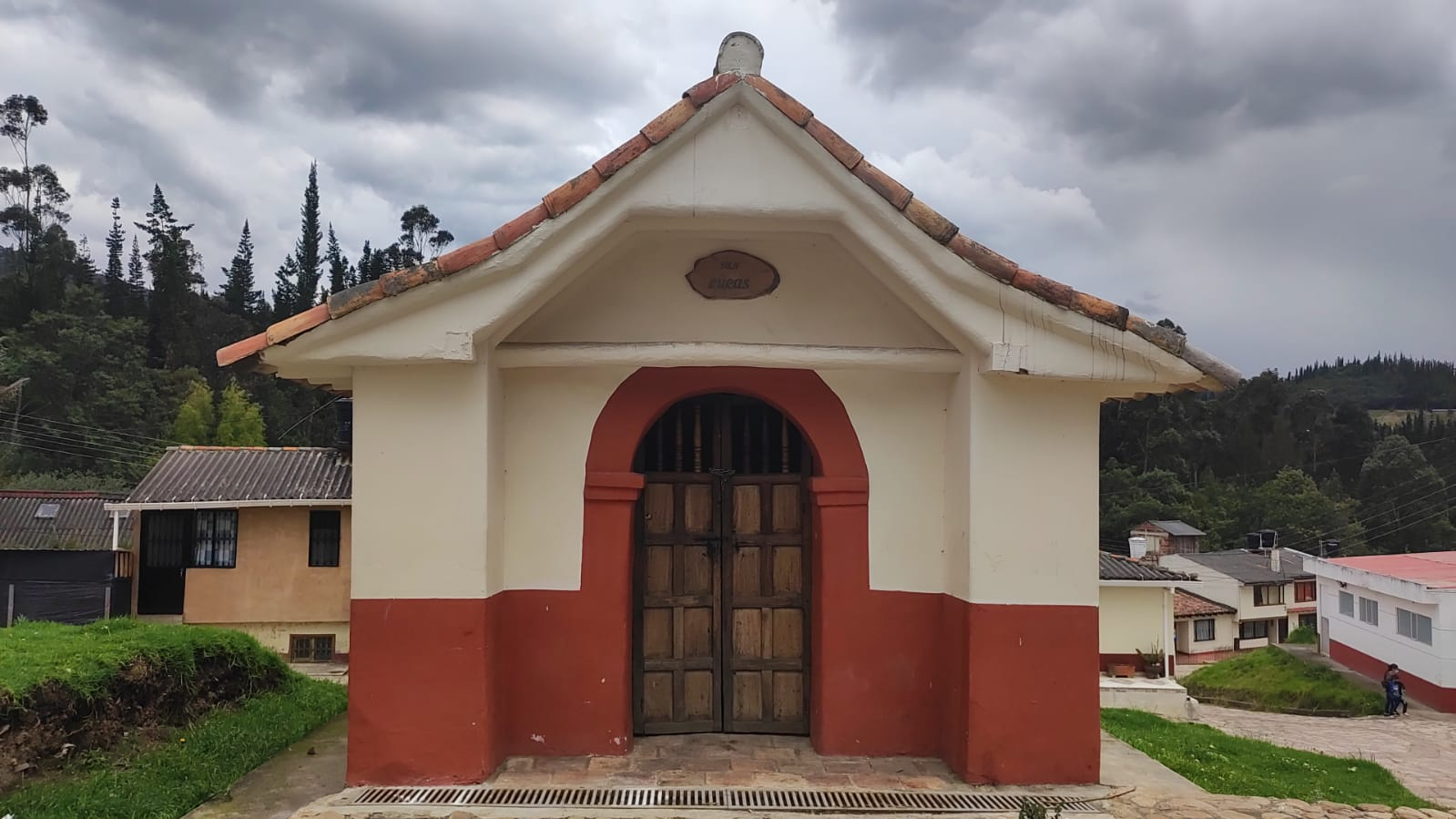
Capilla posa de San Lucas en Sutatausa

## Conservación
Muchos de los municipios han perdido sus iglesias por varias razones, pero hay algunas que todavía siguen en pie, como lo pueden llegar a ser la Sutatausa, Tópaga, Sachica, Tabio, Tuta, Beteitiva, Tobasía... Pero, sobre todo, hay que destacar las que aún quedan en pie en Bogotá D.C. que son la de San Agustín, San Francisco y Santa Clara. La última ha sido recientemente restaurada y puede ser visitada.